# Bidens ocellatus
Bidens ocellatus là một loài thực vật có hoa trong họ Cúc. Loài này được (Greenm.) Melchert mô tả khoa học đầu tiên năm 1991.